# AS Trenčín
Asociácia športov Trenčín a.s. ali preprosto Trenčín je slovaški nogometni klub iz mesta Trenčín. ustanovljen je bil leta 1992 in aktualno igra v slovaški 1. nogometni ligi.
Z domačih tekmovanj ima Trenčín 2 naslova državnega prvaka (2014/15, 2015/16) ter en naslov državnega podprvaka (2013/14), 1 naslov prvaka (2010/11) in 3 naslove podprvaka (1997, 2008/09, 2009/10) 2. slovaške lige ter 3 naslove prvaka državnega pokala (19781, 2014/15, 2015/16). Z evropskih tekmovanj pa ima 1 naslov podprvaka Pokala Mitropa iz leta 19661.
Domači stadion Trenčína je Štadión na Sihoti, ki sprejme 3.500 gledalcev. Barva dresov je bela. 
1  – takrat kot Jednota Trenčín